# Tiếng Nữ Chân
Tiếng Nữ Chân (tiếng Trung: 女真語; Hán-Việt: Nữ Chân ngữ; bính âm: Nǚzhēn Yǔ) là ngôn ngữ Tungus của người Nữ Chân ở miền đông Mãn Châu, những người sáng lập nhà Kim ở phía đông bắc Trung Quốc ngày 12 tháng 12 thế kỉ. Nó là tổ tiên của tiếng Mãn. Năm 1635 Hoàng Thái Cực đã đổi tên người Nữ Chân và tiếng Nữ Chân thành "người Mãn" và "tiếng Mãn".